# 24 ore nella vita di una donna
24 ore nella vita di una donna è un film del 2002 diretto da Laurent Bouhnik, adattamento dell'omonima novella di Stefan Zweig.

## Trama
1935. Costa Azzurra. Marie Collins-Brown, inconsolabile vedova trentenne, incontra Anton, giovane polacco dipendente dal gioco d'azzardo e fuggito dal suo paese. Sopraffatta dalla follia del gioco d'azzardo e dal suo scompiglio dopo aver perso tutto, cerca invano di salvarlo. Una ventina d'anni dopo, Marie racconta questa intensa e breve relazione con Louis, un adolescente che si ribella alla madre scappata con un amante. Da anziano, Louis che pensa solo alla sua morte imminente, ma un bel giorno incontra Olivia, una bella ragazza piena di vitalità.